# إدوارد هولدر
إدوارد هولدر (بالإنجليزية: Edward Holder)‏ هو لاعب اتحاد الرغبي نيوزيلندي، ولد في 26 يوليو 1908 في Seddonville ‏ في نيوزيلندا، وتوفي في 2 يوليو 1974 في كرايستشرش في نيوزيلندا.